# Liste der Kulturdenkmäler in Hamburg-Altstadt
Die Liste der Kulturdenkmäler in Hamburg-Altstadt enthält die in der Denkmalliste ausgewiesenen Denkmäler auf dem Gebiet des Stadtteils Hamburg-Altstadt der Freien und Hansestadt Hamburg.
Basis ist der Datensatz Denkmalliste Hamburg auf dem Transparenzportal Hamburg. Dieser enthält alle Objekte, die rechtskräftig nach dem Hamburger Denkmalschutzgesetz vom 5. April 2013 unter Denkmalschutz stehen (§ 6 Abs. 1 DSchG HA) oder zumindest zeitweise standen. Die Denkmalliste steht auch als PDF-Dokument zur Verfügung. Alle Denkmäler in Hamburg-Altstadt, die schon nach dem Denkmalschutzgesetz vom 3. Dezember 1973, zuletzt geändert am 27. November 2007, unter Denkmalschutz standen, sind auch auf der Liste der Kulturdenkmäler im Hamburger Bezirk Hamburg-Mitte zu finden.

## Legende
- ID: Gibt die vom Denkmalschutzamt Hamburg vergebene Objekt-ID (Identifikationsnummer) des Kulturdenkmals an, (in Klammern gegebenenfalls die Denkmalnummer nach altem Denkmalschutzgesetz).
- Adresse: Nennt den Straßennamen und, wenn vorhanden, die Hausnummer des Kulturdenkmals. Die Grundsortierung der Liste erfolgt nach dieser Adresse.
- Art: Zeigt an, ob es ein Objekt („O“) oder ein Ensemble („E“) ist.
- Datierung: Gibt die Datierung an; das Jahr der Fertigstellung bzw. den Zeitraum der Errichtung.
- Ensemble: Gibt die Nummer des Ensembles an, zu der das Objekt gehört, bzw. bei Ensembles die Nummer des Ensembles selbst.

Hinweis: Die Grundsortierung der Liste erfolgt nach der Adresse und ist alternativ nach ID, Art (Objekt oder Ensemble), Typ, Datierung, Entwurf oder Kurzbeschreibung sortierbar.

| ID               | Adresse | Art | Typ                                                                    | Kurzbeschreibung                                                                                                | Datierung                                                            | Entwurf | Ensemble     | Bild           |
| ---------------- | --- | --- | ---------------------------------------------------------------------- | --- | -------------------------------------------------------------------- | --- | ------------ | -------------- |
| 14221 (295)      | Adolphsbrücke o.Nr. (Lage) | O   | Kandelaber                                                             | Vier Kandelaber der Adolphsbrücke                                                                               | 1846                                                                 | Maack, Johann Hermann |              | weitere Bilder |
| 29221 (223, 391) | Adolphsplatz 1, Alter Wall 11 (Lage) | O   | Börse                                                                  | Börse | 1839; u. a.                                                          | Wimmel, Carl Ludwig; Forsmann, Franz Gustav; Lindley, William; Hanssen & Meerwein; Erbe, Albert; Wellhausen, Georg (Wiederaufbau)                                                       |              | weitere Bilder |
| 14222            | Adolphsplatz 5 (Lage) | O   | Bankgebäude                                                            | | 1906–1907; 1977–1978                                                 | Haller, Martin, Geißler, Hermann |              |                |
| 29164            | Adolphsplatz 7, Alter Wall 37, 43, 53, Mönkedamm 2 (Lage) | O   | Bankgebäude                                                            | | 1883, ab; 1951–1953                                                  | Haller & Geißler (Haller, Martin/Geißler, Hermann); Wellhausen, Georg |              |                |
| 14223            | Alstertor 1 (Lage) | O   | Kontorhaus                                                             | Thalia-Hof | 1922                                                                 | Gerson, Hans/Gerson, Oskar |              | weitere Bilder |
| 29148 (614)      | Alstertor 2, Gerhart-Hauptmann-Platz 70, Raboisen 67 (Lage) Q456499 | O   | Theater                                                                | Thalia-Theater                                                                                                  | 1912–1912; 1956–1960                                                 | Lundt & Kallmorgen (Lundt, Werner/Kallmorgen, Georg); Kallmorgen, Werner |              | weitere Bilder |
| 29146            | Alstertor 14, 16, Ferdinandstraße 64, 68 (Lage) | O   | Kontorhaus                                                             | Heintzehof | 1900                                                                 | Krumbhaar & Heubel (Krumbhaar, Hermann/Heubel, Eduard) |              | weitere Bilder |
| 14224 (569)      | Alstertor 17 (Lage) | O   | Etagenhaus                                                             | | 1842, nach                                                           | |              | weitere Bilder |
| 29927            | Alstertor 23, Ballindamm 1, 3, 5, 6, 7, 8, 9, 11, 13, 14, 15, 17, 25, 26, 27, 33, 34, 35, 36, 37, 38, 39, 40, Bei der Stadtwassermühle 5, 6, 7, Bergstraße 28, Colonnaden 1, 4, Esplanade 2, 4, Fehlandtstraße 2, Ferdinandstraße 32, 36, 38, 40, 56, 58, 62, Gertrudenstraße 17, Glockengießerwall 28, Große Bleichen 2, 16, Große Theaterstraße 50, Jungfernstieg 1, 7, 12, 14, 15, 18, 20, 22, 25, 26, 30, 34, 38, 51, 54, Lombardsbrücke o.Nr., Neuer Jungfernstieg 5, 6, 6a, 7, 8, 9, 10, 14, 15, 16, 17, 17a, 19, 21, auf der Terrasse an der Westecke des Binnenalsterbeckens, Neuer Wall 1, 2, 3, 5, 10, Plan 6, Reesendamm 3, Reesendammbrücke o.Nr., Binnenalster (Lage) | E   |                                                                        | Binnenalster |                                                                      | | 29927        | weitere Bilder |
| 29222            | Alstertor 23 / Ballindamm 27 (Lage) | O   | Bankgebäude                                                            | Bankhaus Donner                                                                                                 | 1951                                                                 | Gutschow, Konstanty/Hampke, Herbert | 29927        |                |
| 29141 (1300)     | Alter Fischmarkt 9, Domstraße 9 (Lage) | O   | Bürogebäude                                                            | | 1957                                                                 | Bliemeister, Alfred |              |                |
| 29939            | Alter Wall 2, 8, 10, 12, 20, 22, 32, Rathausmarkt 2 (Lage) | E   |                                                                        | Alter Wall / Rathausmarkt                                                                                       |                                                                      | | 29939        | weitere Bilder |
| 11979 (680)      | Alter Wall 2 (Lage) | O   | Bankgebäude                                                            | | 1914/1919                                                            | Bauverwaltung der Reichsbank | 29939        | weitere Bilder |
| 13375 (680)      | Alter Wall 8 (Lage) | O   | Kontorhaus                                                             | | 1950er Jahre                                                         | | 29939        | BW             |
| 13376            | Alter Wall 10 (Lage) | O   | Kontorhaus                                                             | | 1909–1910                                                            | Schaudt, Emil/Puritz, Walther | 29939        |                |
| 13377            | Alter Wall 12 (Lage) | O   | Kontorhaus                                                             | | 1908–1909                                                            | Schaudt, Emil/Janda, Emil | 29939        |                |
| 13812            | Alter Wall 20 (Lage) | O   | Bankgebäude                                                            | | 1900–1902; 1947–1952                                                 | Haller & Geißler (Haller, Martin/Geißler, Hermann); Elingius & Schramm | 29939        |                |
| 13813            | Alter Wall 22 (Lage) | O   | Bankgebäude                                                            | | 1900–1902; 1947–1952                                                 | Haller & Geißler (Haller, Martin/Geißler, Hermann); Elingius & Schramm | 29939        |                |
| 13814            | Alter Wall 32 (Lage) | O   | Kontorhaus (Bankgebäude) (nach Umbau)                                  | | 1894–1895; 1928                                                      | Grotjan, Johannes; Puls & Richter (Puls, Alfredo/Richter, Emil) | 29939        |                |
| 29911            | Alter Wandrahm 4, 5, 6, 7, 8, 9, 10, 11, 12, 13, 14, 15, 15a, 16, 17, 18, 19, 20, 21, Am Sandtorkai 1, 2, 3, 4, 5, 6, 23, 24, 25, 26, 27, 28, 28a, 30, 31, 32, 33, 34, 35, 36, 36a, 37, 38, 39, 40, 41, 54, 56, 58, 60, 62, 64a, 64b, 66, 68, 70, 71, 72, 73, 74, 75, 76, 77, Auf dem Sande 1, 1a, 2, 4, Bei den Mühren o.Nr., Bei St. Annen 1, 2, Brook 1, 2, 3, 4, 5, 6, 7, 8, 9, o.Nr., Brooksbrücke o.Nr., Brooktorkai 1, 3, 4, 5, 6, 7, 8, 9, 10, 11, 12, 13, 14, 15, 16, 17, Brooktorkaibrücke o.Nr., Dienerreihe 2, 3, 4, Ericus 1, Ericusbrücke o.Nr., Ericusspitze o.Nr., Holländischbrookfleetbrücke o.Nr., Holländischer Brook 1, 2, 3, 4, 5, 6, 7, Jungfernbrücke o.Nr., Kannengießerort 5, 7, Kannengießerortbrücke o.Nr., Kehrwieder 1, 2, 4, 5, 6, 7, 8, 9, 9a, 10, 11, 12, Kehrwiederspitze 1, Kehrwiedersteg 1, o.Nr., Kibbelsteg o.Nr., Kleine Wandrahmsbrücke o.Nr., Kornhausbrücke o.Nr., Neuer Wandrahm 1, 2, 3, 4, 5, o.Nr., Neuerwegsbrücke o.Nr., Niederbaumbrücke o.Nr., Pickhuben 2, 3, 4, 5, 6, 7, 9, Pickhubenbrücke o.Nr., Poggenmühle 1, 2, 3, Poggenmühlenbrücke o.Nr., Sandbrücke o.Nr., Sandtorhöft o.Nr., Sandtorkai o.Nr., St. Annenbrücke o.Nr., St. Annenufer 2, 3, 4, 5, 6, Teerhof 1, Wandbereiterbrücke o.Nr., Wandrahmsfleetbrücke o.Nr., Wandrahmsteg o.Nr., Wilhelminenbrücke o.Nr., Brooksfleet, Holländischbrookfleet, Kehrwiederfleet, Kleines Fleet, St. Annenfleet, Wandrahmsfleet (Lage) | E   |                                                                        | Speicherstadt                                                                                                   |                                                                      | | 29911        | weitere Bilder |
| 29912            | Altstädter Straße 1, 2, 3, 4, 5, 6, 7, 8, 9, 10, 11, 13, 15, 17, 19, 21, 23, o.Nr., Altstädter Twiete 1, 2, 3, 4, Bugenhagenstraße 7, 9, Burchardplatz 1, 2, 3, 5, o.Nr., Burchardstraße 6, 8, 10, 12, 13, 14, 15, 16, 17, 18, 18a, 19, 20, 21, 22, 24, o.Nr., Curienstraße 1, 8, Depenau 1, 3, o.Nr., Fischertwiete o.Nr., Hopfensack 14, Johanniswall 2, 4, 6, o.Nr., Kattrepel 2, 14, Kattrepelsbrücke 1, Klingberg 1, 3, o.Nr., Meßberg 1, 2, 5, Mohlenhofstraße 1, 2, 3, 4, 5, 6, 7, 8, 10, Niedernstraße 8, 10, 11, 125, o.Nr., Pumpen 6, 8, 17, o.Nr., Schopenstehl 15, Speersort 1, Springeltwiete 1, 2, 3, 4, 5, 6, 7, 9, Steinstraße 5, 5 a, 7, 10, 13, 13a, 15, 15a, 17, 17a, 19, 19a, 21, 25, 27, Willy-Brandt-Straße 12, o.Nr. (Lage) | E   |                                                                        | Kontorhausviertel                                                                                               |                                                                      | | 29912        | weitere Bilder |
| 29155 (684)      | Altstädter Straße 1, 3, 5, 7, 9, Johanniswall 2, Springeltwiete 6, Steinstraße 5, 5 a, 7 (Lage) | O   | Siedlungsbau                                                           | Bartholomay-Haus                                                                                                | 1938                                                                 | Klophaus, Rudolf | 29912        | weitere Bilder |
| 29135 (684)      | Altstädter Straße 2, 4, 6, 8, 10, Burchardplatz 5, Burchardstraße 6, 8, 10, 12, 14, Johanniswall 4, 6, Springeltwiete 1, 2, 3, 4 (Lage) | O   | Kontorhaus                                                             | Sprinkenhof | 1927/28; 1930–32 (2. BA); 1939–43 (3. BA)                            | Gerson, Hans/Gerson, Oskar; Höger, Fritz (2.–3. BA) | 29912        | weitere Bilder |
| 29931            | Altstädter Straße 11, 13, 15, 17, 19, 21, 23, Altstädter Twiete 1, 2, 3, 4, Mohlenhofstraße 1, 3, 5, 7, Springeltwiete 5, 7, 9, Steinstraße 13, 13a, 15, 15a, 17, 17a, 19, 19a | E   |                                                                        | Altstädter Hof, östlicher Bauteil (Altstädter Hof / Springeltwiete / Steinstraße)                               |                                                                      | | 29931        | weitere Bilder |
| 13815 (684)      | Altstädter Straße 11 (Lage) | O   | Siedlungsbau                                                           | Altstädter Hof (östlicher Bauteil)                                                                              | 1936–1937                                                            | Klophaus, Rudolf | 29912, 29931 |                |
| 13816 (684)      | Altstädter Straße 13 (Lage) | O   | Siedlungsbau                                                           | Altstädter Hof (östlicher Bauteil)                                                                              | 1936–1937                                                            | Klophaus, Rudolf | 29912, 29931 |                |
| 13817 (684)      | Altstädter Straße 15 (Lage) | O   | Siedlungsbau                                                           | Altstädter Hof (östlicher Bauteil)                                                                              | 1936–1937                                                            | Klophaus, Rudolf | 29912, 29931 |                |
| 13818 (684)      | Altstädter Straße 17 (Lage) | O   | Siedlungsbau                                                           | Altstädter Hof (östlicher Bauteil)                                                                              | 1936–1937                                                            | Klophaus, Rudolf | 29912, 29931 |                |
| 13819 (684)      | Altstädter Straße 19 (Lage) | O   | Siedlungsbau                                                           | Altstädter Hof (östlicher Bauteil)                                                                              | 1936–1937                                                            | Klophaus, Rudolf | 29912, 29931 |                |
| 13820 (684)      | Altstädter Straße 21 (Lage) | O   | Siedlungsbau                                                           | Altstädter Hof (östlicher Bauteil)                                                                              | 1936–1937                                                            | Klophaus, Rudolf | 29912, 29931 |                |
| 13821 (684)      | Altstädter Straße 23 (Lage) | O   | Siedlungsbau                                                           | Altstädter Hof (östlicher Bauteil)                                                                              | 1936–1937                                                            | Klophaus, Rudolf | 29912, 29931 |                |
| 38917 (684)      | Altstädter Straße o.Nr., Burchardplatz o.Nr., Burchardstraße o.Nr., Depenau o.Nr., Fischertwiete o.Nr., Johanniswall o.Nr., Klingberg o.Nr., Niedernstraße o.Nr., Pumpen o.Nr., Willy-Brandt-Straße o.Nr. (Lage) | O   | Verkehrsflächen (Straßenfläche; Platzanlage)                           | Straßen, Wege und Plätze im Kontorhausviertel                                                                   | 19. Jh., 2. Viertel                                                  | | 29912        |                |
| 13822 (684)      | Altstädter Twiete 1 (Lage) | O   | Siedlungsbau                                                           | Altstädter Hof (östlicher Bauteil)                                                                              | 1936–1937                                                            | Klophaus, Rudolf | 29912, 29931 |                |
| 13824 (684)      | Altstädter Twiete 2 (Lage) | O   | Siedlungsbau                                                           | Altstädter Hof (östlicher Bauteil)                                                                              | 1936–1937                                                            | Klophaus, Rudolf | 29912, 29931 |                |
| 13823 (684)      | Altstädter Twiete 3 (Lage) | O   | Siedlungsbau                                                           | Altstädter Hof (östlicher Bauteil)                                                                              | 1936–1937                                                            | Klophaus, Rudolf | 29912, 29931 |                |
| 13825 (684)      | Altstädter Twiete 4 (Lage) | O   | Siedlungsbau                                                           | Altstädter Hof (östlicher Bauteil)                                                                              | 1936–1937                                                            | Klophaus, Rudolf | 29912, 29931 |                |
| 13730            | Ballindamm 1, Glockengießerwall 28 (Lage) | O   | Kontorhaus                                                             | | 1899/1900                                                            | Rambatz & Jolasse (Rambatz, Johann Gottlieb/Jolasse, Wilhelm) | 29927        | weitere Bilder |
| 12284            | Ballindamm 3 (Lage) | O   | Bürogebäude                                                            | | 1951/52, Ende der 2010er-Jahre stark umgebaut                        | | 29927        |                |
| 12285            | Ballindamm 5 (Lage) | O   | Bürogebäude                                                            | | 1904/05                                                              | Rambatz & Jolasse (Rambatz, Johann Gottlieb/Jolasse, Wilhelm) | 29927        |                |
| 12287            | Ballindamm 6 (Lage) | O   | Bürogebäude                                                            | | 1955, um                                                             | | 29927        |                |
| 12286            | Ballindamm 7 (Lage) | O   | Bürogebäude                                                            | | 1950er Jahre                                                         | | 29927        |                |
| 12288            | Ballindamm 8 (Lage) | O   | Bürogebäude                                                            | | 1950                                                                 | Holthey, Hans | 29927        |                |
| 12289            | Ballindamm 9 (Lage) | O   | Bürogebäude                                                            | | 1950er Jahre                                                         | | 29927        |                |
| 12290            | Ballindamm 11 (Lage) | O   | Bürogebäude                                                            | | 1950er Jahre                                                         | | 29927        |                |
| 29143 (1664)     | Ballindamm 13, Ferdinandstraße 32 (Lage) | O   | Kontorhaus                                                             | | 1902/03                                                              | Erbe, Albert; Rambatz & Jolasse (Rambatz, Johann Gottlieb/Jolasse, Wilhelm) | 29927        |                |
| 29919            | Ballindamm 14, 15, Ferdinandstraße 36 (Lage) | E   |                                                                        | Ballindamm 14/15 / Ferdinandstraße 36                                                                           |                                                                      | | 29919        |                |
| 13731            | Ballindamm 14, 15 (Lage) | O   | Kontorhaus                                                             | | 1900; 1952/53                                                        | Rambatz & Jolasse (Rambatz, Johann Gottlieb/Jolasse, Wilhelm); Nissen, Godber | 29919, 29927 |                |
| 29144            | Ballindamm 17, Ferdinandstraße 38, 40 (Lage) | O   | Kontorhaus                                                             | Kirdorfhaus | 1901/02; 1905; 1921                                                  | Lundt & Kallmorgen (Lundt, Werner/Kallmorgen, Georg); Theil, Eduard | 29927        | weitere Bilder |
| 29145            | Ballindamm 25, Ferdinandstraße 56, 58, 62, Gertrudenstraße 17 (Lage) | O   | Kontorhaus                                                             | Hapag-Lloyd-Haus                                                                                                | 1900, ab                                                             | Haller & Geißler (Haller, Martin/Geißler, Hermann); Höger, Fritz; Elingius & Schramm | 29927        | weitere Bilder |
| 12281            | Ballindamm 26 (Lage) | O   | Kontorhaus                                                             | Senator-Hayn-Haus                                                                                               | 1908                                                                 | Radel, George | 29927        | weitere Bilder |
| 29213            | Ballindamm 27 (Lage) | O   | Bankgebäude                                                            | | 1951                                                                 | Gutschow, Konstanty / Hampke, Herbert | 29927        |                |
| 12291            | Ballindamm 33 (Lage) | O   | Bürogebäude                                                            | | 1969–71, Mai 2017 abgerissen                                         | | 29927        |                |
| 12292            | Ballindamm 34 (Lage) | O   | Bürogebäude                                                            | | 1969–71, Mai 2017 abgerissen                                         | | 29927        | BW             |
| 12293            | Ballindamm 35 (Lage) | O   | Bürogebäude                                                            | | 20. Jh.                                                              | | 29927        |                |
| 13840 (1664)     | Ballindamm 36 (Lage) | O   | Wohnhaus (Bankgebäude (nach Umnutzung))                                | | 1850                                                                 | | 29927        |                |
| 12294            | Ballindamm 37 (Lage) | O   | Bürogebäude                                                            | | 20. Jh.                                                              | | 29927        |                |
| 12490            | Ballindamm 38 (Lage) | O   | Bürogebäude                                                            | | 2000, um                                                             | | 29927        |                |
| 12491            | Ballindamm 39, 40 (Lage) | O   | Bürogebäude                                                            | Büro- und Geschäftsgebäude                                                                                      | 21. Jh.                                                              | | 29927        | weitere Bilder |
| 29933            | Barkhof 3, Mönckebergstraße o.Nr. | E   |                                                                        | Bibliothek Barkhof / Mönckebergstraße                                                                           |                                                                      | | 29933        |                |
| 13833 (454)      | Barkhof 3 (Lage) | O   | Bibliothek (Öffentliche Bücherhalle) (Gaststätte (nach Umnutzung))     | Bücherhalle Barkhof                                                                                             | 1914                                                                 | Schumacher, Fritz | 29933        | weitere Bilder |
| 14877 (453)      | Barkhof o.Nr. (Lage) | O   | Brunnenanlage                                                          | Mönckebergbrunnen                                                                                               | 1914–1915                                                            | Schumacher, Fritz; Wrba, Gustav (Skulptur) |              | weitere Bilder |
| 11776            | Bei dem Neuen Krahn 2 (Lage) | O   | Bürogebäude                                                            | Gehrckens Hof                                                                                                   | 1956–1957                                                            | Wunsch & Mollenhauer |              | weitere Bilder |
| 11777 (168)      | Bei dem Neuen Krahn o.Nr. (Lage) | O   | Kran                                                                   | | 1858                                                                 | |              | weitere Bilder |
| 29908            | Bei den Mühren 66, 69, 69a (Lage) | E   |                                                                        | Bei den Mühren 66, 69, 69a                                                                                      | 1893–94                                                              | Ohnsorg | 29908        |                |
| 11778 (1004)     | Bei den Mühren 66 (Lage) | O   | Wohnhaus                                                               | | 1850, um; 1880, um (Erw.)                                            | | 29908        |                |
| 11779 (1004)     | Bei den Mühren 69 (Lage) | O   | Wohngeschäftshaus                                                      | | 1890, um                                                             | | 29908        |                |
| 11780 (1004)     | Bei den Mühren 69a (Lage) | O   | Speicher                                                               | | 1846, um                                                             | | 29908        |                |
| 11781            | Bei den Mühren 70 (Lage) | O   | Kontorhaus                                                             | Mührenhof | 1929/30                                                              | Henze, Willy F.G. |              | weitere Bilder |
| 11782            | Bei den Mühren 88 (Lage) | O   | Wohngeschäftshaus                                                      | | 1891                                                                 | Heidtmann, A. |              |                |
| 29124            | Bei den Mühren 91, Steckelhörn 10 (Lage) | O   | Kontorhaus                                                             | Kontorhaus Hansaburg                                                                                            | 1907                                                                 | Claus Meyer |              | weitere Bilder |
| 14863            | Bei den Mühren o.Nr. (Lage) | O   | Kanal                                                                  | Zollkanal |                                                                      | | 29911        | weitere Bilder |
| 14864            | Bei den Mühren o.Nr. (Lage) | O   | Hafen; Kanal                                                           | Binnenhafen | 19. Jh.                                                              | | 29911        | weitere Bilder |
| 29125 (1784)     | Bei der Petrikirche 1, Mönckebergstraße 21 (Lage) | O   | Geschäftshaus                                                          | Hulbe-Haus | 1910–1911                                                            | Grell, Henry |              |                |
| 29293 (52)       | Bei der Petrikirche 2 (Lage) | O   | Kirchengebäude                                                         | Hauptkirche St. Petri, Kirchengebäude mit Ausstattung und Außengestaltung u. a. Denkmal für Dietrich Bonhoeffer | 1844–1849                                                            | de Chateauneuf, Alexis/Fersenfeldt, Hermann Peter |              |                |
| 29126            | Beim Alten Waisenhause 2, Rödingsmarkt 52 (Lage) | O   | Kontorhaus                                                             | Stellahaus | 1922                                                                 | Zauleck & Hormann (Zauleck, Christian/Hormann, Franz) |              | weitere Bilder |
| 29127            | Bergstraße 7, Mönckebergstraße 25 (Lage) | O   | Kontorhaus                                                             | Haus Glass | 1911                                                                 | Höger, Fritz |              | weitere Bilder |
| 29128            | Bergstraße 11, Hermannstraße 37 (Lage) | O   | Kontorhaus                                                             | Commeterhaus | 1907–1908                                                            | Grell, Henry/Radel, George/Jacobsen, Franz |              | weitere Bilder |
| 28597            | Bergstraße 28 (Lage) | O   | Bürogebäude                                                            | ehemals Haus Vaterland (Hamburg)                                                                                | 21. Jh.                                                              | | 29927        |                |
| 12280            | Binnenalster (Lage) | O   | Wasserfläche                                                           | Binnenalster | 1190, ab                                                             | | 29927        | weitere Bilder |
| 11784            | Börsenbrücke 2a (Lage) | O   | Kontorhaus                                                             | Börsenburg | 1908–1909                                                            | Grell, Henry/Stuhlmann, G. |              | weitere Bilder |
| 29129            | Börsenbrücke 3, Große Bäckerstraße 2 (Lage) | O   | Wohnhaus                                                               | | 1845, um                                                             | |              |                |
| 11783 (938)      | Börsenbrücke 5, 7 (Lage) | O   | Etagengeschäftshaus                                                    | | 1895                                                                 | Radel, George |              |                |
| 29130 (28)       | Börsenbrücke 10, Trostbrücke 4, 6 (Lage) | O   | Vereinshaus                                                            | Patriotische Gesellschaft                                                                                       | 1844, ab                                                             | Bülau, Theodor |              | weitere Bilder |
| 29131            | Brandsende 16, Ferdinandstraße 3, 5, Raboisen 8 (Lage) | O   | Bankgebäude                                                            | | 1909–1910                                                            | Lundt & Kallmorgen (Lundt, Werner/Kallmorgen, Georg) |              |                |
| 29909            | Brandstwiete 19, Dovenfleet 5, Willy-Brandt-Straße 23, 25 (Lage) | E   |                                                                        | Spiegel-Haus und IBM-Haus                                                                                       | 1965–68                                                              | | 29909        |                |
| 11785 (1871)     | Brandstwiete 19 (Lage) | O   | Verwaltungsgebäude                                                     | Spiegel-Haus | 1966–1968                                                            | Kallmorgen, Werner | 29909        | weitere Bilder |
| 29910            | Brandstwiete 32, 34, 36, 38, 42, 44, 46, 50, 54, 58, 60, Willy-Brandt-Straße 43, 45, Zippelhaus 7 (Lage) | E   |                                                                        | Brandstwiete / Willy-Brandt-Straße / Zippelhaus                                                                 |                                                                      | | 29910        |                |
| 11786            | Brandstwiete 32, 34, 36, 38 (Lage) | O   | Wohngeschäftshaus                                                      | | 1878, um                                                             | | 29910        |                |
| 11787            | Brandstwiete 42, 44 (Lage) | O   | Wohngeschäftshaus                                                      | Wohngeschäftshaus                                                                                               | 1878, um                                                             | | 29910        |                |
| 11788            | Brandstwiete 46 (Lage) | O   | Wohngeschäftshaus                                                      | | 1878, um                                                             | | 29910        |                |
| 11789            | Brandstwiete 50 (Lage) | O   | Wohngeschäftshaus                                                      | | 1878, um                                                             | | 29910        |                |
| 11790            | Brandstwiete 54, 58, 60 (Lage) | O   | Wohngeschäftshaus                                                      | | 1878, um                                                             | | 29910        |                |
| 11791            | Brodschrangen 1, 3, 5 (Lage) | O   | Wohnhaus (mit Gaststätte)                                              | Cöllns Austernkeller                                                                                            | 1867–1868                                                            | Dencker, C.W. |              | weitere Bilder |
| 11792            | Brodschrangen 15 (Lage) | O   | Verwaltungsgebäude                                                     | | 1961                                                                 | Nissen, Godber/Fritzsche, Wilhelm |              | weitere Bilder |
| 12474 (968)      | Brooksbrücke o.Nr. (Lage) | O   | Brücke                                                                 | Brooksbrücke | 1888                                                                 | | 29911        | weitere Bilder |
| 11802 (1271)     | Bugenhagenstraße 5 (Lage) | O   | Kontorhaus                                                             | Bugenhagenhaus                                                                                                  | 1913–1914                                                            | Bensel, Carl Gustav |              | weitere Bilder |
| 29930            | Bugenhagenstraße 6, Lange Mühren 1, Mönckebergstraße 3 (Lage) | E   |                                                                        | Klöpperhaus Bugenhagenstraße / Lange Mühren / Mönckebergstraße                                                  |                                                                      | | 29930        | weitere Bilder |
| 14778            | Bugenhagenstraße 6 (Lage) | O   | Kontorhaus                                                             | Klöpperhaus | 1912–1913                                                            | Höger, Fritz | 29930        | BW             |
| 29132 (684)      | Bugenhagenstraße 7, 9, Steinstraße 10 (Lage) | O   | Verwaltungsgebäude                                                     | Hauptverwaltung des Karstadt-Konzerns                                                                           | 1921–1924                                                            | Schäfer, Phillip | 29912        | weitere Bilder |
| 29133 (684)      | Burchardplatz 1, 2, Burchardstraße 13, 15, Depenau 3, Klingberg 3, Meßberg 2, 5, Niedernstraße 11, Pumpen 6, 8 (Lage) | O   | Kontorhaus                                                             | Chilehaus | 1922–1924                                                            | Höger, Fritz | 29912        | weitere Bilder |
| 29134 (684)      | Burchardplatz 3, Burchardstraße 17, Niedernstraße 8 (Lage) | O   | Kontorhaus                                                             | Mohlenhof | 1928                                                                 | Klophaus, Schoch, zu Putlitz (Klophaus, Rudolf/Schoch, August/zu Putlitz, Erich) | 29912        | weitere Bilder |
| 29913            | Burchardstraße 16, 18, 18a, 20, Mohlenhofstraße 2, 4, 6, 8, 10, Steinstraße 21 (Lage) | E   |                                                                        | Altstädter Hof, westlicher Bauteil (Burchardstraße / Mohlenhofstraße / Steinstraße)                             |                                                                      | | 29913        | weitere Bilder |
| 11804 (684)      | Burchardstraße 16, Mohlenhofstraße 6, 8, 10 (Lage) | O   | Wohngeschäftshaus                                                      | Altstädter Hof (westlicher Bauteil)                                                                             | 1935–1936                                                            | Klophaus, Rudolf | 29912, 29913 |                |
| 11805 (684)      | Burchardstraße 18, 18a, 20 (Lage) | O   | Wohngeschäftshaus                                                      | Altstädter Hof (westlicher Bauteil)                                                                             | 1935–1936                                                            | Klophaus, Rudolf | 29912, 29913 |                |
| 11803 (684)      | Burchardstraße 19, 21 (Lage) | O   | Kontorhaus                                                             | | 1954–1955                                                            | Puls & Richter (Puls, Alfred/Richter, Emil) | 29912        |                |
| 29136 (684)      | Burchardstraße 22, Steinstraße 25 (Lage) | O   | Kontorhaus                                                             | Rodewaldthaus                                                                                                   | 1930–1931                                                            | Neupert, Emil | 29912        | weitere Bilder |
| 29137 (684)      | Burchardstraße 24, Steinstraße 27 (Lage) | O   | Kontorhaus                                                             | Burchardhof (ehem. Hubertus-Haus)                                                                               | 1930–1931                                                            | Bach & Wischer (Bach, Max/Wischer, Fritz) | 29912        | weitere Bilder |
| 29914            | Cremon 33, 34, 35, 36 (Lage) | E   |                                                                        | Cremon 33-36 |                                                                      | | 29914        |                |
| 11808 (752)      | Cremon 33 (Lage) | O   | Speicher                                                               | | 19. Jh.                                                              | | 29914        |                |
| 11809 (174, 752) | Cremon 34 (Lage) | O   | Speicher; Portal                                                       | | 19. Jh.                                                              | | 29914        |                |
| 11810 (752)      | Cremon 35 (Lage) | O   | Speicher                                                               | | 19. Jh.                                                              | | 29914        |                |
| 11811 (752)      | Cremon 36 (Lage) | O   | Speicher                                                               | | 19. Jh.                                                              | | 29914        |                |
| 14528            | Cremon 37 (Lage) | O   | Kontorhaus                                                             | Kontorhaus Hamburg-Südamerika-Linie                                                                             | 1890/91; 1909 (Erweiterung); 1955 (Wiederaufbau/Umbau)               | Haller, Martin; Pinnau, Cäsar (Umbau 1955) |              | weitere Bilder |
| 11812 (684)      | Curienstraße 1, Kattrepel 14, Speersort 1 (Lage) | O   | Kontorhaus                                                             | Helmut-Schmidt-Haus (bis 2016 Pressehaus)                                                                       | 1938                                                                 | Klophaus, Rudolf | 29912        | weitere Bilder |
| 29138 (684)      | Curienstraße 8, Schopenstehl 15 (Lage) | O   | Kontorhaus                                                             | Miramar-Haus | 1921–1922                                                            | Bach, Max | 29912        | weitere Bilder |
| 11814 (557)      | Deichstraße 19 (Lage) | O   | Wohnhaus                                                               | | 1842                                                                 | Luis, Georg |              |                |
| 11815 (554)      | Deichstraße 21 (Lage) | O   | Wohnhaus                                                               | | 1844, um                                                             | |              |                |
| 11816 (555)      | Deichstraße 23 (Lage) | O   | Wohnhaus                                                               | | 1844, um                                                             | |              |                |
| 29970            | Deichstraße 24, 26, 28, 30, vor Nr. 24, vor Nr. 24/26/28, Steintwiete 9, Willy-Brandt-Straße 73 (Lage) | E   |                                                                        | Deichstraße / Willy-Brandt-Straße / Steintwiete                                                                 |                                                                      | | 29970        | weitere Bilder |
| 12218            | Deichstraße 24 (Lage) | O   | Bankgebäude                                                            | | 1976–81                                                              | Westermann, Hannes/Pysall, Stahrenberg & Partner | 29970        | BW             |
| 11817 (556)      | Deichstraße 25 (Lage) | O   | Wohnhaus                                                               | | 1659                                                                 | |              |                |
| 12087            | Deichstraße 26 (Lage) | O   | Bankgebäude                                                            | | 1976–81                                                              | Westermann, Hannes/Pysall, Stahrenberg & Partner | 29970        |                |
| 11818 (548)      | Deichstraße 27 (Lage) | O   | Speicher                                                               | | 1740                                                                 | |              |                |
| 12089            | Deichstraße 28 (Lage) | O   | Bankgebäude                                                            | | 1976–81                                                              | Westermann, Hannes/Pysall, Stahrenberg & Partner | 29970        |                |
| 11819            | Deichstraße 29 (Lage) | O   | Kontorhaus                                                             | | 1903–1904; 1922; 1950–1951                                           | Bach, Franz; Weber, W. |              |                |
| 12088            | Deichstraße 30 (Lage) | O   | Bankgebäude                                                            | | 1976–81                                                              | Westermann, Hannes/Pysall, Hans-Joachim | 29970        | BW             |
| 11827 (808)      | Deichstraße 32 (Lage) | O   | Wohnhaus                                                               | | 1850, um                                                             | |              |                |
| 29916            | Deichstraße 36, 36a, 36b (Lage) | E   |                                                                        | Deichstraße 36-36b                                                                                              |                                                                      | | 29916        |                |
| 11828            | Deichstraße 36 (Lage) | O   | Geschäftshaus                                                          | | 1896                                                                 | Radel, George | 29916        |                |
| 11829            | Deichstraße 36a (Lage) | O   | Wohnhaus/Speicher                                                      | | 1896 (vermutl.)                                                      | Radel, George (vermutl.) | 29916        |                |
| 11830            | Deichstraße 36b (Lage) | O   | Wohnhaus/Speicher                                                      | | 1896 (vermutl.)                                                      | Radel, George (vermutl.) | 29916        |                |
| 11820 (318)      | Deichstraße 37 (Lage) | O   | Kaufmannshaus (Wohnhaus mit Speicher, Typ althamburgisches Bürgerhaus) | | 1680, ab                                                             | |              |                |
| 11831            | Deichstraße 38 (Lage) | O   | Kontorhaus                                                             | | 1912                                                                 | Vicenz, Ernst |              |                |
| 11821 (227)      | Deichstraße 39 (Lage) | O   | Kaufmannshaus (Wohnhaus mit Speicher, Typ althamburgisches Bürgerhaus) | | 18. Jh., frühes                                                      | |              |                |
| 11822 (549)      | Deichstraße 41 (Lage) | O   | Wohnhaus                                                               | | 1842/43 (Fassade)                                                    | |              |                |
| 11832 (905)      | Deichstraße 42 (Lage) | O   | Fassade                                                                | | 1750/1760, um                                                        | |              |                |
| 11823 (320)      | Deichstraße 43 (Lage) | O   | Kaufmannshaus (Wohnhaus mit Speicher, Typ althamburgisches Bürgerhaus) | | 1697, ab                                                             | |              |                |
| 11824            | Deichstraße 45 (Lage) | O   | Kaufmannshaus (Wohnhaus mit Speicher, Typ althamburgisches Bürgerhaus) | | 1698, ab                                                             | |              |                |
| 11825 (321)      | Deichstraße 47 (Lage) | O   | Kaufmannshaus (Wohnhaus mit Speicher, Typ althamburgisches Bürgerhaus) | | 1700, um                                                             | |              |                |
| 11826 (322)      | Deichstraße 49 (Lage) | O   | Wohnhaus                                                               | | 1770; 1983                                                           | |              |                |
| 29139            | Deichstraße 51, Hohe Brücke 1 (Lage) | O   | Kontorhaus                                                             | Haus der Seefahrt                                                                                               | 1909–1910                                                            | Foßhag, Edgar/Schleps, Georg |              | weitere Bilder |
| 12068            | Deichstraße vor Nr. 24 (Lage) | O   | Kunst im öffentlichen Raum                                             | | 1982                                                                 | Engst, Georg | 29970        |                |
| 12064            | Deichstraße vor Nr. 24/26/28 (Lage) | O   | Brunnen                                                                | | 1982                                                                 | Engst, Georg | 29970        |                |
| 29917            | Deichtorstraße 1, 2 (Lage) | E   |                                                                        | Deichtorhallen Deichtorstraße                                                                                   |                                                                      | | 29917        | weitere Bilder |
| 11833 (1075)     | Deichtorstraße 1 (Lage) | O   | Markthalle                                                             | Deichtorhallen                                                                                                  | 1911–14                                                              | Baudeputation, Ingenieurwesen | 29917        | weitere Bilder |
| 11834 (1075)     | Deichtorstraße 2 (Lage) | O   | Markthalle; Marktfläche                                                | Deichtorhallen                                                                                                  | 1911–14                                                              | Baudeputation, Ingenieurwesen | 29917        | weitere Bilder |
| 29140 (684)      | Depenau 1, Klingberg 1 (Lage) | O   | Verwaltungsgebäude (Polizeiwache) (nach Umnutzung)                     | ehem. Dienstgebäude der Landherrenschaften (Polizeiwache)                                                       | 1906–1908                                                            | Erbe, Albert | 29912        | weitere Bilder |
| 11835 (1871)     | Dovenfleet 5 (Lage) | O   | Bürogebäude                                                            | IBM-Haus | 1966–1968                                                            | Kallmorgen, Werner | 29909        | weitere Bilder |
| 29149            | Ferdinandstraße 2a, Glockengießerwall 26 (Lage) | O   | Kontorhaus                                                             | Scholvienhaus                                                                                                   | 1904/05                                                              | Lundt & Kallmorgen (Lundt, Werner/Kallmorgen, Georg) |              |                |
| 11840            | Ferdinandstraße 6 (Lage) | O   | Kontorhaus                                                             | Frenssenhaus | 1908–1909                                                            | Fehmer, H. |              | weitere Bilder |
| 12048            | Ferdinandstraße 21 (Lage) | O   | Kirchengebäude / Gemeindezentrum                                       | Evangelisch-reformierte Kirche, Gemeindezentrum Ferdinandstraße                                                 | 1962–1965                                                            | Esch, Rudolf |              | weitere Bilder |
| 29918            | Ferdinandstraße 25, 27, 29, 33, Raboisen 30, 32 (Lage) | E   |                                                                        | Hesse-Newman-Haus / Friedrichshof                                                                               |                                                                      | | 29918        |                |
| 11836            | Ferdinandstraße 25, 27 (Lage) | O   | Kontorhaus                                                             | Hesse-Newman-Haus                                                                                               | 1903                                                                 | Meyer, Claus | 29918        | weitere Bilder |
| 11841 (668)      | Ferdinandstraße 28, 30 (Lage) | O   | Wohnhaus                                                               | | 1842, nach                                                           | |              |                |
| 14793            | Ferdinandstraße 29, 33 (Lage) | O   | Kontorhaus                                                             | Friedrichshof                                                                                                   | 1904–1905                                                            | Bach, Franz | 29918        | weitere Bilder |
| 11842            | Ferdinandstraße 36 (Lage) | O   | Kontorhaus                                                             | | 1900; 1952–1953                                                      | Rambatz & Jolasse (Rambatz, Johann Gottlieb/Jolasse, Wilhelm); Nissen, Godber | 29919, 29927 |                |
| 11837 (587)      | Ferdinandstraße 63 (Lage) | O   | Wohnhaus                                                               | | 1846                                                                 | de Chateauneuf, Alexis |              |                |
| 11838 (567)      | Ferdinandstraße 65 (Lage) | O   | Wohnhaus                                                               | | 1844                                                                 | Bülau, Theodor |              | weitere Bilder |
| 11839            | Ferdinandstraße 67 (Lage) | O   | Kontorhaus                                                             | Haus Harmonie                                                                                                   | 1902                                                                 | Meyer, Claus |              |                |
| 29142            | Ferdinandstraße 75, Raboisen 72, 80 (Lage) | O   | Bankgebäude                                                            | Bankhaus Warburg                                                                                                | 1912, ab                                                             | Haller & Geißler (Haller, Martin/Geißler, Hermann); Gerson, Hans/Gerson, Oskar; Burmeister, Gustav                                                                                      |              | weitere Bilder |
| 11843            | Georgsplatz 10 (Lage) | O   | Kontorhaus                                                             | Georgshof | 1905–1906                                                            | Fischer, Wilhelm |              |                |
| 29147 (550)      | Georgsplatz 16, Rosenstraße 3 (Lage) | O   | Wohngeschäftshaus                                                      | Niemitz-Apotheke                                                                                                | 1844, um                                                             | |              |                |
| 29162            | Gertrudenkirchhof 1, Lilienstraße 36 (Lage) | O   | Kontorhaus                                                             | Mönckeberghaus                                                                                                  | 1908/09                                                              | Meyer, Claus |              | weitere Bilder |
| 11844            | Glockengießerwall 2 (Lage) | O   | Kontorhaus                                                             | Wallhof | 1907/08                                                              | Rambatz & Jolasse (Rambatz, Johann Gottlieb/Jolasse, Wilhelm); Frejtag, Leon/Wurzbach, Hermann (Fassade)                                                                                |              |                |
| 29920            | Glockengießerwall 5, 5a | E   |                                                                        | Kunsthalle |                                                                      | | 29920        | BW             |
| 11845 (390, 613) | Glockengießerwall 5 (Lage) | O   | Museumsgebäude                                                         | Kunsthalle | 1910–1919                                                            | Erbe, Albert; Lichtwark, Alfred; Schumacher, Fritz | 29920        |                |
| 11846 (390, 613) | Glockengießerwall 5a (Lage) | O   | Museumsgebäude                                                         | Kunsthalle | 1868                                                                 | Schirrmacher, Georg Theodor | 29920        |                |
| 12493            | Glockengießerwall auf der Verkehrsinsel Höhe Georgsplatz (Lage) | O   | Plastik                                                                | Bronze „Der Fluß“                                                                                               | 1940                                                                 | Maillol, Aristide |              | weitere Bilder |
| 11849 (947)      | Große Bäckerstraße 4 (Lage) | O   | Wohngeschäftshaus                                                      | | 1899                                                                 | Martens, Walter |              |                |
| 11850 (948)      | Große Bäckerstraße 10 (Lage) | O   | Wohnhaus                                                               | | 18. Jh., frühes; 1845, um; 1905, um                                  | |              |                |
| 29150            | Große Johannisstraße 11, Schauenburgerstraße 61 (Lage) | O   | Kontorhaus                                                             | Henckels-Solingen-Haus                                                                                          | 1906–1907                                                            | Westphal, Otto/Wendler, J. |              | weitere Bilder |
| 12059            | Große Reichenstraße 2 (Lage) | O   | Verwaltungsgebäude                                                     | | 1961                                                                 | Nissen, Godber/Fritzsche, Wilhelm |              | weitere Bilder |
| 11851 (525)      | Große Reichenstraße 27 (Lage) | O   | Kontorhaus                                                             | Afrika-Haus | 1899                                                                 | Haller, Martin |              | weitere Bilder |
| 29151            | Großer Burstah 3 | O   | Bürogebäude                                                            | Börsenburg; Sauernheimerhof                                                                                     | 1971                                                                 | Hermkes, Bernhard/Stössner, Gerhard |              | weitere Bilder |
| 29152            | Großer Burstah 31, Hopfenmarkt 28, Kleiner Burstah 1 (Lage) | O   | Hotel/Bankgebäude                                                      | Hindenburghaus                                                                                                  | 1909, ab                                                             | Hiller, Kuhlmann & Holzapfel (Hiller, Karl/Kuhlmann, Otto/Holzapfel, Wilhelm) |              | weitere Bilder |
| 11852 (1779)     | Großer Burstah 36, 38 (Lage) | O   | Kontorhaus                                                             | Burstahhof | 1887/88                                                              | Bahre & Querfeld (Bahre, Ricardo/Querfeld, Carl) |              |                |
| 29941            | Großer Burstah o.Nr., Mönkedamm o.Nr., Rödingsmarkt 4a, o.Nr., Mönkedammfleet (Lage) | E   |                                                                        | Strecke der U-Bahn-Linie U3 Mönkedamm / Rödingsmarkt                                                            |                                                                      | | 29941        |                |
| 14744            | Großer Burstah o.Nr. (Lage) | O   | Bahnviadukt (U-Bahn); Bahnbrücke                                       | | 1911–1912                                                            | | 29941        |                |
| 14750            | Großer Burstah o.Nr., Nikolaifleet (Lage) | O   | Fleet                                                                  | Nikolaifleet | 12. Jh.                                                              | |              | weitere Bilder |
| 29153            | Heiligengeistbrücke 1, Ludwig-Erhard-Straße 2, Rödingsmarkt 2, 4 (Lage) | O   | Verwaltungsgebäude                                                     | Oberfinanzdirektion                                                                                             | 1907–1910                                                            | Erbe, Albert |              | weitere Bilder |
| 11853 (530)      | Heiligengeistbrücke o.Nr. (Lage) | O   | Straßenbrücke                                                          | Heiligengeistbrücke                                                                                             | 1883–1885                                                            | Meyer, Franz Andreas |              | weitere Bilder |
| 11854            | Hohe Brücke 2 (Lage) | O   | Kranwärterhaus                                                         | | 1887–1888                                                            | Baudeputation, Ingenieurwesen |              | weitere Bilder |
| 11855            | Hohe Brücke o.Nr. (Lage) | O   | Straßenbrücke                                                          | Hohe Brücke | 1886/87; 1962, nach                                                  | Baudeputation, Ingenieurwesen |              | weitere Bilder |
| 11856            | Holzbrücke o.Nr. (Lage) | O   | Brücke                                                                 | Holzbrücke | 1887, um                                                             | Baudeputation, Ingenieurwesen (Maack, Johann Hermann) |              | weitere Bilder |
| 29923            | Hopfenmarkt o.Nr., Neue Burg o.Nr., Willy-Brandt-Straße o.Nr., Wölberstieg o.Nr. (Lage) | E   |                                                                        | Kirchenruine Hauptkirche St. Nikolai Hopfenmarkt / Neue Burg / Ost-West-Straße / Wölberstieg                    |                                                                      | | 29923        | weitere Bilder |
| 11857            | Hopfenmarkt o.Nr. (Lage) | O   | Brunnen                                                                | Vierländerin-Brunnen                                                                                            | 1878                                                                 | Peiffer, Engelbert |              | weitere Bilder |
| 11858 (34)       | Hopfenmarkt o.Nr., Neue Burg o.Nr., Willy-Brandt-Straße o.Nr., Wölberstieg o.Nr. (Lage) | O   | Kirchengebäude (Ruine) (Mahnmal (nach Zerstörung und Umwidmung))       | Hauptkirche St. Nikolai, Kirchenruine                                                                           | 1846–1874                                                            | Scott, Gilbert | 29923        |                |
| 29154 (684)      | Hopfensack 14, Kattrepelsbrücke 1, Niedernstraße 125 (Lage) | O   | Kontorhaus                                                             | Hanseatenhof | 1922                                                                 | Mandix, Heinrich/Franck, Hans | 29912        |                |
| 11859            | Hopfensack 19 (Lage) | O   | Kontorhaus                                                             | Hopfenburg | 1905                                                                 | Tesgen, C. |              |                |
| 29924            | Hopfensack 20, 22, 26, 28, Kleine Reichenstraße 2, Schopenstehl 19, 20, 22, 23, 24 (Lage) | E   |                                                                        | Hopfensack / Kleine Reichenstraße / Schopenstehl                                                                |                                                                      | | 29924        |                |
| 11860            | Hopfensack 20 (Lage) | O   | Geschäftshaus                                                          | | 1904                                                                 | Haller & Geißler (Haller, Martin/Geißler, Hermann) | 29924        |                |
| 11861            | Hopfensack 22 (Lage) | O   | Kontorhaus                                                             | | 1914                                                                 | Knief & Deubel (Knief, Eduard/Deubel, Philipp) | 29924        |                |
| 11862 (759)      | Hopfensack 26 (Lage) | O   | Speicher                                                               | | 18. Jh.                                                              | | 29924        |                |
| 11863            | Hopfensack 28 (Lage) | O   | Speicher                                                               | | 1900, um                                                             | | 29924        |                |
| 11864            | Ida-Ehre-Platz 9 (Lage) | O   | Etagenhaus, Wohngeschäftshaus                                          | | 1903                                                                 | Dehn, Salomon |              |                |
| 12494            | Ida-Ehre-Platz o.Nr. (Lage) | O   | Skulptur                                                               | | 1975                                                                 | Frielinghaus, Hans-Joachim |              |                |
| 29925            | Jakobikirchhof 6, Mönckebergstraße 11 | E   |                                                                        | Rappolthaus |                                                                      | | 29925        |                |
| 11865            | Jakobikirchhof 6 (Lage) | O   | Kontorhaus                                                             | Rappolthaus | 1912                                                                 | Höger, Fritz | 29925        |                |
| 29926            | Jakobikirchhof 22, Steinstraße 18 | E   |                                                                        | Hauptkirche St. Jacobi                                                                                          |                                                                      | | 29926        | weitere Bilder |
| 11866 (12)       | Jakobikirchhof 22 (Lage) | O   | Kirchengebäude                                                         | Hauptkirche St. Jacobi                                                                                          | 1254; 1959 (Wiederaufbau)                                            | Kuhn, Johann; Wood, Isaiah; Hopp & Jäger (Hopp, Bernhard/Jäger, Rudolf) (1959 Wiederaufbau)                                                                                             | 29926        |                |
| 29292            | Johanniswall 1, 3, 5, Klosterwall 2, 4, 6, 8, Steinstraße 1 (Lage) | O   | Bürogebäude, Passage                                                   | City-Hof | 1956                                                                 | Klophaus, Rudolf |              | weitere Bilder |
| 11867 (968)      | Jungfernbrücke o.Nr. (Lage) | O   | Brücke                                                                 | Jungfernbrücke                                                                                                  | 1888–89                                                              | | 29911        | weitere Bilder |
| 11868 (1304)     | Jungfernstieg 1 (Lage) | O   | Bürogebäude                                                            | Victoria-Haus                                                                                                   | 1957–1958                                                            | Wellhausen, Georg | 29927        |                |
| 29928            | Kajen 2, 6, 8, 10 (Lage) | E   |                                                                        | Kajen 2-10 |                                                                      | | 29928        | weitere Bilder |
| 11869            | Kajen 2 (Lage) | O   | Bürogebäude                                                            | | 1955                                                                 | Paradowski, Otto | 29928        |                |
| 11870            | Kajen 6 (Lage) | O   | Bürogebäude                                                            | | 1953/54                                                              | Paradowski, Otto | 29928        |                |
| 12090            | Kajen 8 (Lage) | O   | Bürogebäude                                                            | | 1953/54                                                              | Paradowski, Otto | 29928        |                |
| 11871            | Kajen 10 (Lage) | O   | Bürogebäude                                                            | | 1955                                                                 | Paradowski, Otto | 29928        |                |
| 11872 (13)       | Katharinenkirchhof 1 (Lage) | O   | Kirchengebäude                                                         | St. Katharinenkirche                                                                                            | 1450; 17./18. Jh. (Turm); 1950–57 (Wiederaufbau)                     | Kuhn, Johann; Marcquard, Peter; Hopp & Jäger (Hopp, Bernhard/Jäger, Rudolf, Wiederaufbau)                                                                                               |              |                |
| 11873            | Katharinenstraße 30 (Lage) | O   | Kontorhaus                                                             | Edmund-Haus | 1909                                                                 | Rix, Max |              | weitere Bilder |
| 11874 (684)      | Kattrepel 2 (Lage) | O   | Kontorhaus                                                             | Montanhof | 1924–1926                                                            | Distel & Grubitz (Distel, Hermann/Grubitz, August) | 29912        | weitere Bilder |
| 14802            | Kleine Alster (Lage) | O   | Kanal; Uferbefestigung/Treppe                                          | Kleine Alster                                                                                                   | 1842                                                                 | | 29937        | weitere Bilder |
| 14861 (389)      | Kleine Alster (Lage) | O   | Treppenanlage; Denkmal; Gitter                                         | Treppenanlage mit Ehrenmal und Gitter                                                                           | 1929–1931; 1949 (Rekonstruktion)                                     | |              | weitere Bilder |
| 29157 (904)      | Kleine Johannisstraße 4, Rathausmarkt 17, 18 (Lage) | O   | Kontorhaus                                                             | Rathausmarkt-Hof                                                                                                | 1899                                                                 | Hanssen & Meerwein (Hanssen, Bernhard/Meerwein, Wilhelm Emil) |              | weitere Bilder |
| 29156            | Kleine Johannisstraße 5, 7, 9, 11, Schauenburgerstraße 40 (Lage) | O   | Kontorhaus                                                             | Johannishof | 1905                                                                 | Radel, George |              |                |
| 11876            | Kleine Johannisstraße 6, 8 (Lage) | O   | Etagengeschäftshaus                                                    | | 1905, um                                                             | |              |                |
| 29158            | Kleine Johannisstraße 10, Schauenburgerstraße 45 (Lage) | O   | Kontorhaus                                                             | Skandinaviahaus                                                                                                 | 1953                                                                 | Langeloh |              | weitere Bilder |
| 11878            | Kleine Reichenstraße 2 (Lage) | O   | Wohngeschäftshaus                                                      | | 1912, um                                                             | | 29924        |                |
| 29929            | Kleine Reichenstraße 6, 8, 10, 12, 18, 20, 24, Schopenstehl 31, 32, 33 (Lage) | E   |                                                                        | Kleine Reichenstraße / Schopenstehl                                                                             |                                                                      | | 29929        |                |
| 11879            | Kleine Reichenstraße 6 (Lage) | O   | Wohngeschäftshaus                                                      | | 1885, um                                                             | | 29929        |                |
| 11877 (834)      | Kleine Reichenstraße 7 (Lage) | O   | Wohnhaus                                                               | | 1838                                                                 | |              |                |
| 11880            | Kleine Reichenstraße 8 (Lage) | O   | Wohngeschäftshaus                                                      | | 1885, um                                                             | | 29929        |                |
| 11881            | Kleine Reichenstraße 10 (Lage) | O   | Wohngeschäftshaus                                                      | | 1885, um                                                             | | 29929        |                |
| 11882            | Kleine Reichenstraße 12 (Lage) | O   | Wohngeschäftshaus                                                      | | 2000, um                                                             | | 29929        |                |
| 11883            | Kleine Reichenstraße 18 (Lage) | O   | Wohngeschäftshaus                                                      | | 1885, um                                                             | | 29929        |                |
| 11884 (760)      | Kleine Reichenstraße 20 (Lage) | O   | Wohngeschäftshaus                                                      | | 1885–1886                                                            | Elvers, Carl | 29929        |                |
| 11885            | Kleine Reichenstraße 24 (Lage) | O   | Wohngeschäftshaus                                                      | | 1885, um                                                             | | 29929        |                |
| 29159            | Knochenhauertwiete 3, 4, Mönckebergstraße 29, 31, Rathausmarkt 11, Rathausstraße 1 (Lage) | O   | Kontorhaus                                                             | Versmannhaus | 1910/12                                                              | Rambatz & Jolasse (Rambatz, Johann Gottlieb/Jolasse, Wilhelm) |              | weitere Bilder |
| 11886 (968)      | Kornhausbrücke o.Nr. (Lage) | O   | Brücke                                                                 | Kornhausbrücke                                                                                                  | 19. Jh., Ende                                                        | | 29911        | weitere Bilder |
| 11887            | Kreuslerstraße 6, 8 (Lage) | O   | Gemeindehaus                                                           | | 1927                                                                 | Faulwasser, Julius |              |                |
| 11888            | Lange Mühren 1 (Lage) | O   | Kontorhaus                                                             | Klöpperhaus | 1912–1913                                                            | Höger, Fritz | 29930        | weitere Bilder |
| 11959 (890)      | Lilienstraße 11 (Lage) | O   | Geschäftshaus                                                          | Lilienhof | 1909                                                                 | |              |                |
| 29161            | Lilienstraße 23, Spitalerstraße 16 (Lage) | O   | Kontorhaus                                                             | Seeburg | 1908                                                                 | Bach, Franz |              | weitere Bilder |
| 11960            | Lilienstraße 32 (Lage) | O   | Wohngeschäftshaus                                                      | | 1903                                                                 | Radel, George |              |                |
| 12837            | Lombardsbrücke o.Nr. (Lage) | O   | Straßenbrücke                                                          | Lombardsbrücke                                                                                                  | 1864/68                                                              | Maack, Johann Hermann | 29927        | weitere Bilder |
| 29123 (1706)     | Mattentwiete 8 (Lage) | O   | Verwaltungsgebäude                                                     | Boltenhof | 1955                                                                 | Beggerow, Hans |              | weitere Bilder |
| 11961 (684)      | Meßberg 1 (Lage) | O   | Wandgemälde                                                            | | 1920er Jahre, vermutl.                                               | |              | BW             |
| 29163 (684)      | Meßberg 1, Pumpen 17, Willy-Brandt-Straße 12 (Lage) | O   | Kontorhaus                                                             | Ballinhaus, ehem.; Meßberghof                                                                                   | 1923–1924                                                            | Gerson, Hans/Gerson, Oskar | 29912        | weitere Bilder |
| 11962 (684)      | Mohlenhofstraße 1 (Lage) | O   | Siedlungsbau                                                           | Altstädter Hof (östlicher Bauteil)                                                                              | 1936–1937                                                            | Klophaus, Rudolf | 29912, 29931 |                |
| 11966 (684)      | Mohlenhofstraße 2, 4, Steinstraße 21 (Lage) | O   | Siedlungsbau                                                           | Altstädter Hof (westlicher Bauteil)                                                                             | 1935–1936                                                            | Klophaus, Rudolf | 29912, 29913 |                |
| 11963 (684)      | Mohlenhofstraße 3 (Lage) | O   | Siedlungsbau                                                           | Altstädter Hof (östlicher Bauteil)                                                                              | 1936–1937                                                            | Klophaus, Rudolf | 29912, 29931 |                |
| 11964 (684)      | Mohlenhofstraße 5 (Lage) | O   | Siedlungsbau                                                           | Altstädter Hof (östlicher Bauteil)                                                                              | 1936–1937                                                            | Klophaus, Rudolf | 29912, 29931 |                |
| 11965 (684)      | Mohlenhofstraße 7 (Lage) | O   | Siedlungsbau                                                           | Altstädter Hof (östlicher Bauteil)                                                                              | 1936–1937                                                            | Klophaus, Rudolf | 29912, 29931 |                |
| 12132 (450)      | Mönckebergstraße 3 (Lage) | O   | Skulptur, Tierskulpturen                                               | Muffelwild-Denkmal vor dem Klöpperhaus                                                                          | 1913, um                                                             | Gaul, August | 29930        |                |
| 12133            | Mönckebergstraße 3 (Lage) | O   | Kontorhaus                                                             | Klöpperhaus | 1912–1913                                                            | Höger, Fritz | 29930        | BW             |
| 12134            | Mönckebergstraße 5 (Lage) | O   | Kontorhaus                                                             | Hammonia- und Caledonia-Haus                                                                                    | 1912–1913                                                            | Friedheim, Ernst |              | weitere Bilder |
| 14997            | Mönckebergstraße 7 (Lage) | O   | Fassade (Kontorhausfassade)                                            | Levante-Haus (Fassade)                                                                                          | 1912/13                                                              | Bach, Franz/Bensel, Carl Gustav |              | weitere Bilder |
| 29932            | Mönckebergstraße 8, 10, 12, Spitalerstraße 7, 9, 11 | E   |                                                                        | Barkhof I–III                                                                                                   |                                                                      | | 29932        | weitere Bilder |
| 14993            | Mönckebergstraße 8 (Lage) | O   | Kontorhaus                                                             | Barkhof III | 1909–1910                                                            | Bach, Franz | 29932        | BW             |
| 14994            | Mönckebergstraße 10 (Lage) | O   | Kontorhaus                                                             | Barkhof II | 1909–1910                                                            | Bach, Franz | 29932        |                |
| 12135 (451)      | Mönckebergstraße 11 (Lage) | O   | Figurengruppe                                                          | | 1912, um                                                             | Wrba, Georg | 29925        |                |
| 12136            | Mönckebergstraße 11 (Lage) | O   | Kontorhaus                                                             | Rappolthaus | 1912                                                                 | Höger, Fritz | 29925        |                |
| 12138            | Mönckebergstraße 12 (Lage) | O   | Kontorhaus                                                             | Barkhof I | 1909–1910                                                            | Bach, Franz | 29932        |                |
| 12139            | Mönckebergstraße 18 (Lage) | O   | Kontorhaus                                                             | Domhof | 1912–1912; 1946–1948                                                 | Bach, Franz; Bach & Wischer (Bach, Max/Wischer, Fritz) |              |                |
| 12137            | Mönckebergstraße 27 (Lage) | O   | Kontorhaus                                                             | Seidenhaus Brandt                                                                                               | 1912/13                                                              | Grell, Henry |              | weitere Bilder |
| 12140            | Mönckebergstraße o.Nr. (Lage) | O   | Denkmal/Brunnen                                                        | Mönckebergbrunnen                                                                                               | 1914                                                                 | Wrba, Georg | 29933        | weitere Bilder |
| 14866 (453)      | Mönckebergstraße o.Nr. (Lage) | O   | Brunnenanlage                                                          | Mönckebergbrunnen                                                                                               | 1914–1915                                                            | Schumacher, Fritz; Wrba, Gustav (Skulptur) |              |                |
| 29934            | Mönkedamm 9, 12, 14 (Lage) | E   |                                                                        | Postamt 11 Mönkedamm                                                                                            |                                                                      | | 29934        | BW             |
| 12495            | Mönkedamm 9 (Lage) | O   | Postgebäude                                                            | Postamt 11 | 1935/36                                                              | | 29934        |                |
| 12496            | Mönkedamm 12 (Lage) | O   | Postgebäude                                                            | Postamt 11 | 1935/36                                                              | | 29934        | BW             |
| 12141            | Mönkedamm 14 (Lage) | O   | Postgebäude                                                            | Postamt 11 | 1925, um                                                             | | 29934        |                |
| 12497            | Mönkedamm 15 (Lage) | O   | Wohnhaus                                                               | | 1850, um                                                             | |              |                |
| 14745            | Mönkedamm o.Nr. (Lage) | O   | Bahnviadukt (U-Bahn)                                                   | | 1911–1912                                                            | | 29941        |                |
| 39166            | Mönkedamm o.Nr., Mönkedammfleet (Lage) | O   | Fleet                                                                  | Keine Angabe, Mönkedammfleet                                                                                    |                                                                      | |              |                |
| 14746            | Mönkedammfleet (Lage) | O   | Bahnviadukt (U-Bahn)                                                   | | 1911–1912                                                            | | 29941        |                |
| 12142            | Neß 1 (Lage) | O   | Kontorhaus                                                             | | 1903                                                                 | Radel, George |              |                |
| 12069            | Neue Burg 1 (Lage) | O   | Verwaltungsgebäude / Bürogebäude                                       | | 1966–1970                                                            | Spengelin, Ingeborg |              | weitere Bilder |
| 29935            | Neue Gröningerstraße 4, Zippelhaus 1, 2, 3, 4, 5 (Lage) | E   |                                                                        | Neue Gröningerstraße / Zippelhaus                                                                               |                                                                      | | 29935        | weitere Bilder |
| 12143 (988)      | Neue Gröningerstraße 4 (Lage) | O   | Kontorhaus                                                             | | 1890/91                                                              | Fitschen, Hinrich | 29935        |                |
| 12144 (684)      | Niedernstraße 10 (Lage) | O   | Fernmeldeamt (Betriebs- und Verwaltungsgebäude)                        | | 1924–1926                                                            | | 29912        | weitere Bilder |
| 29936            | Niedernstraße 120, 121 (Lage) | E   |                                                                        | Niedernstraße 120-121                                                                                           |                                                                      | | 29936        |                |
| 12145            | Niedernstraße 120 (Lage) | O   | Etagenhaus                                                             | | 1893                                                                 | Jacobssen, Richard | 29936        |                |
| 11968            | Niedernstraße 121 (Lage) | O   | Etagenhaus                                                             | | 1897                                                                 | Jacobssen, Richard | 29936        |                |
| 12476            | Oberbaumbrücke o.Nr. (Lage) | O   | Brücke                                                                 | Oberbaumbrücke                                                                                                  | 1992                                                                 | |              |                |
| 12283            | Plan 6 (Lage) | O   | Bürogeschäftshaus                                                      | | 1956                                                                 | Fischer, Carl Friedrich | 29927        |                |
| 12146            | Raboisen 5 (Lage) | O   | Kontorhaus                                                             | Brüggehaus/Eimbckehaus                                                                                          | 1906, vor                                                            | Bach, Franz |              | weitere Bilder |
| 12253            | Raboisen 16 (Lage) | O   | Kontorhaus                                                             | Keramikhof | 1953                                                                 | Meves, Günther |              | weitere Bilder |
| 14791            | Raboisen 30 (Lage) | O   | Kontorhaus                                                             | Hesse-Newman-Haus                                                                                               | 1903                                                                 | Meyer, Claus | 29918        | weitere Bilder |
| 13839            | Raboisen 32 (Lage) | O   | Kontorhaus                                                             | Friedrichshof                                                                                                   | 1904–1905                                                            | Bach, Franz | 29918        | weitere Bilder |
| 29938            | Rathausmarkt 1 (Lage) | E   |                                                                        | Rathaus |                                                                      | | 29938        | weitere Bilder |
| 11978 (40)       | Rathausmarkt 1 (Lage) | O   | Rathaus                                                                | Rathaus | 1886–1897                                                            | Rathausmeisterbund: Haller, Martin; Lamprecht, Leopold; Hanssen, Bernhard; Meerwein, Wilhelm Emil; Hauers, Wilhelm; Stammann, Hugo; Zinnow, Gustav; Grotjan, Johannes; Robertson, Henry | 29938        |                |
| 12066 (40)       | Rathausmarkt 1 (Lage) | O   | Brunnen/Denkmal                                                        | Hygieia-Brunnen (Denkmal für die Überwindung der Cholera-Epidemie)                                              | 1896                                                                 | Kramer, Joseph von | 29938        | weitere Bilder |
| 11979 (680)      | Rathausmarkt 2 (Lage) | O   | Bankgebäude                                                            | Bankgebäude | 1914/1919                                                            | Bauverwaltung der Reichsbank | 29939        |                |
| 11980 (389)      | Rathausmarkt an der Kleinen Alster (Lage) | O   | Denkmal, Ehrenmal                                                      | Denkmal für die Gefallenen beider Weltkriege (Hamburger Ehrenmal)                                               | 1930–32 (Denkmal); 1931 (Relief, 1938 zerstört, nach 1945 rekonstr.) | Hoffmann, Claus (Denkmal); Barlach, Ernst (Relief) | 29937        |                |
| 29937            | Rathausmarkt o.Nr., an der Kleinen Alster, Kleine Alster (Lage) | E   |                                                                        | Rathausmarkt |                                                                      | | 29937        | weitere Bilder |
| 12067 (389)      | Rathausmarkt o.Nr. (Lage) | O   | Denkmal                                                                | Denkmal für Heinrich Heine                                                                                      | 1982                                                                 | Otto, Waldemar | 29937        | weitere Bilder |
| 12254 (389)      | Rathausmarkt o.Nr. (Lage) | O   | Platzanlage                                                            | Rathausmarkt | 19. Jh.; 20. Jh.                                                     | | 29937        | weitere Bilder |
| 39130            | Rathausstraße 4 (Lage) | O   | Inneneinrichtung                                                       | | 1907                                                                 | Jacobssen, Richard (?) |              | BW             |
| 12282            | Reesendamm 3 (Lage) | O   | Bürogeschäftshaus                                                      | | 1956                                                                 | Fischer, Carl Friedrich | 29927        |                |
| 11981            | Reesendammbrücke o.Nr. (Lage) | O   | Brücke                                                                 | Reesendammbrücke                                                                                                | 1843–1844; 1899; 1930–1931; 1970                                     | Maack, Johann Hermann; u. a. | 29927        | weitere Bilder |
| 29940            | Reimerstwiete 17, 18, 19, 20, 21 (Lage) | E   |                                                                        | Reimerstwiete 17-21                                                                                             |                                                                      | | 29940        | weitere Bilder |
| 11982 (399)      | Reimerstwiete 17 (Lage) | O   | Speicher                                                               | | 18. Jh., 2. Hälfte                                                   | | 29940        |                |
| 11983 (400)      | Reimerstwiete 18 (Lage) | O   | Speicher                                                               | | 18. Jh., 2. Hälfte                                                   | | 29940        |                |
| 11984 (406)      | Reimerstwiete 19 (Lage) | O   | Speicher                                                               | | 18. Jh., 2. Hälfte                                                   | | 29940        |                |
| 12255 (406)      | Reimerstwiete 20 (Lage) | O   | Speicher                                                               | | 18. Jh., 2. Hälfte                                                   | | 29940        |                |
| 12256 (406)      | Reimerstwiete 21 (Lage) | O   | Speicher                                                               | | 18. Jh., 2. Hälfte                                                   | | 29940        |                |
| 12259            | Rödingsmarkt 4a (Lage) | O   | Bahnhof                                                                | Bahnhof Rödingsmarkt                                                                                            | 1911–1912                                                            | Raabe & Wöhlecke (Raabe, Ludwig/Wöhlecke, Otto) | 29941        | weitere Bilder |
| 12257 (815)      | Rödingsmarkt 9 (Lage) | O   | Kontorhaus                                                             | | 1902–1904; 1910–1911; 1916; 1927                                     | Lundt & Kallmorgen (Lundt, Werner/Kallmorgen, Georg) |              |                |
| 12258 (1178)     | Rödingsmarkt 19 (Lage) | O   | Kontorhaus                                                             | Flüggerhaus | 1907–1908                                                            | Frejtag, Wurzbach & Elingius (Frejtag, Leon/Wurzbach, Hermann/Elingius, Erich) |              |                |
| 29294 (1866)     | Rödingsmarkt 23, 25 (Lage) | O   | Wohnhaus                                                               | Vorder- und Hinterhaus                                                                                          | 1937                                                                 | Struhs, Robert |              |                |
| 14743            | Rödingsmarkt o.Nr. (Lage) | O   | Bahnviadukt (U-Bahn)                                                   | | 1911–1912                                                            | Raabe & Wöhlecke (Raabe, Ludwig/Wöhlecke, Otto) | 29941        |                |
| 12047            | Rolandsbrücke 2 (Lage) | O   | Wohnhaus (mit Gaststätte)                                              | Cöllns Austernkeller                                                                                            | 1867–1868                                                            | Dencker, C.W. |              | weitere Bilder |
| 29942            | Schauenburgerstraße 15, 21 | E   |                                                                        | Schauenburgerstraße 15, 21                                                                                      |                                                                      | | 29942        |                |
| 12260            | Schauenburgerstraße 15 (Lage) | O   | Kontorhaus                                                             | | 1906                                                                 | Frejtag & Elingius (Frejtag, Leon/Elingius, Erich) | 29942        | weitere Bilder |
| 12261            | Schauenburgerstraße 21 (Lage) | O   | Kontorhaus                                                             | | 1911                                                                 | Frejtag & Elingius (Frejtag, Leon/Elingius, Erich) | 29942        | weitere Bilder |
| 12262            | Schauenburgerstraße 32 (Lage) | O   | Innungshaus (Schlosseramt)                                             | | 1845; 1925                                                           | |              |                |
| 12058            | Schleusenbrücke o.Nr. (Lage) | O   | Schleuse; Brücke                                                       | Rathausschleuse                                                                                                 | 1932; 1962, nach                                                     | |              | weitere Bilder |
| 14751            | Schleusenbrücke o.Nr. (Lage) | O   | Fleet                                                                  | Alsterfleet | 13. Jh., seit                                                        | |              | weitere Bilder |
| 12263            | Schopenstehl 19 (Lage) | O   | Geschäftshaus                                                          | | 1904                                                                 | Haller & Geißler (Haller, Martin/Geißler, Hermann) | 29924        |                |
| 12264            | Schopenstehl 20 (Lage) | O   | Geschäftshaus                                                          | | 1914                                                                 | Knief & Deubel (Knief, Eduard/Deubel, Philipp) | 29924        |                |
| 12265 (759)      | Schopenstehl 22 (Lage) | O   | Geschäftshaus                                                          | Wiking-Haus | 1914                                                                 | Knief & Deubel (Knief, Eduard/Deubel, Philipp) (Speicher); Bach, Franz (Anbau) | 29924        |                |
| 12266            | Schopenstehl 23 (Lage) | O   | Geschäftshaus                                                          | | 1914                                                                 | Feindt, Carl | 29924        |                |
| 12267            | Schopenstehl 24 (Lage) | O   | Geschäftshaus                                                          | | 1912, um                                                             | | 29924        |                |
| 12268 (760)      | Schopenstehl 31 (Lage) | O   | Wohngeschäftshaus                                                      | | 1885–1886                                                            | Elvers, Carl | 29929        |                |
| 12269 (229)      | Schopenstehl 32, 33 (Lage) | O   | Wohnhaus                                                               | | 18. Jh., 2. Hälfte; 1885                                             | | 29929        |                |
| 12065            | Speersort südlich der St. Petrikirche Das Objekt steht seit den 2010er-Jahren an der Kreuzung Hohe Bleichen / Große Bleichen / Heuberg in Hamburg-Neustadt (Lage) | O   | Plastik                                                                | Plastik „Dreiklang“                                                                                             | 1968                                                                 | Avramidis, Joannis |              |                |
| 14995            | Spitalerstraße 7 (Lage) | O   | Kontorhaus                                                             | Barkhof III | 1909–1910                                                            | Bach, Franz | 29932        | BW             |
| 14996            | Spitalerstraße 9 (Lage) | O   | Kontorhaus                                                             | Barkhof II | 1909–1910                                                            | Bach, Franz | 29932        | BW             |
| 12271            | Spitalerstraße 11 (Lage) | O   | Kontorhaus                                                             | Barkhof I | 1909–1910                                                            | Bach, Franz | 29932        |                |
| 29165            | Spitalerstraße 22, 24, 26 (Lage) | O   | Verwaltungsgebäude                                                     | HEW-Kundenzentrum, ehem. Ende der 2010er-Jahre abgerissen                                                       | 1967–1969                                                            | Garten, Kahl & Hoyer (Garten, Gerolf/Kahl, Werner/Hoyer, Rolf) |              |                |
| 12272            | Spitalerstraße 30 (Lage) | O   | Geschäftshaus                                                          | | 1906/07                                                              | Meyer, Claus |              |                |
| 12273 (684)      | Springeltwiete 5 (Lage) | O   | Siedlungsbau                                                           | Altstädter Hof (östlicher Bauteil)                                                                              | 1936–1937                                                            | Klophaus, Rudolf | 29912, 29931 |                |
| 12274 (684)      | Springeltwiete 7 (Lage) | O   | Siedlungsbau                                                           | Altstädter Hof (östlicher Bauteil)                                                                              | 1936–1937                                                            | Klophaus, Rudolf | 29912, 29931 |                |
| 12275 (684)      | Springeltwiete 9 (Lage) | O   | Siedlungsbau                                                           | Altstädter Hof (östlicher Bauteil)                                                                              | 1936–1937                                                            | Klophaus, Rudolf | 29912, 29931 |                |
| 12337 (1355)     | Steckelhörn 12 (Lage) | O   | Kontorhaus                                                             | Gotenhof | 1929–1930                                                            | Stuhlmann, Carl |              |                |
| 12338 (684)      | Steinstraße 13 (Lage) | O   | Siedlungsbau                                                           | Altstädter Hof (östlicher Bauteil)                                                                              | 1936–1937                                                            | Klophaus, Rudolf | 29912, 29931 |                |
| 12339 (684)      | Steinstraße 13a (Lage) | O   | Siedlungsbau                                                           | Altstädter Hof (östlicher Bauteil)                                                                              | 1936–1937                                                            | Klophaus, Rudolf | 29912, 29931 |                |
| 12340 (684)      | Steinstraße 15 (Lage) | O   | Siedlungsbau                                                           | Altstädter Hof (östlicher Bauteil)                                                                              | 1936–1937                                                            | Klophaus, Rudolf | 29912, 29931 |                |
| 12341 (684)      | Steinstraße 15a (Lage) | O   | Siedlungsbau                                                           | Altstädter Hof (östlicher Bauteil)                                                                              | 1936–1937                                                            | Klophaus, Rudolf | 29912, 29931 |                |
| 12342 (684)      | Steinstraße 17 (Lage) | O   | Siedlungsbau                                                           | Altstädter Hof (östlicher Bauteil)                                                                              | 1936–1937                                                            | Klophaus, Rudolf | 29912, 29931 |                |
| 12399 (684)      | Steinstraße 17a (Lage) | O   | Siedlungsbau                                                           | Altstädter Hof (östlicher Bauteil)                                                                              | 1936–1937                                                            | Klophaus, Rudolf | 29912, 29931 |                |
| 12404 (12)       | Steinstraße 18 (Lage) | O   | Kirchengebäude                                                         | St. Jacobikirche                                                                                                | 1254; 1959 (Wiederaufbau)                                            | Kuhn, Johann; Wood, Isaiah; Hopp & Jäger (Hopp, Bernhard/Jäger, Rudolf) (1959 Wiederaufbau)                                                                                             | 29926        |                |
| 12400 (684)      | Steinstraße 19 (Lage) | O   | Siedlungsbau                                                           | Altstädter Hof (Mietshaus)                                                                                      | 1936–1937                                                            | Klophaus, Rudolf | 29912, 29931 |                |
| 12400 (684)      | Steinstraße 19 (Lage) | O   | Siedlungsbau                                                           | Altstädter Hof (östlicher Bauteil)                                                                              | 1936–1937                                                            | Klophaus, Rudolf | 29912, 29931 |                |
| 12401 (684)      | Steinstraße 19a (Lage) | O   | Siedlungsbau                                                           | Altstädter Hof (östlicher Bauteil)                                                                              | 1936–1937                                                            | Klophaus, Rudolf | 29912, 29931 |                |
| 12403 (684)      | Steinstraße 23 (Lage) | O   | Kontorhaus                                                             | | 1898                                                                 | Zauleck & Hormann (Zauleck, Christian/Hormann, Franz) |              | weitere Bilder |
| 12220            | Steintwiete 9 (Lage) | O   | Bankgebäude                                                            | | 1976–81                                                              | Westermann, Hannes/Pysall, Hans-Joachim | 29970        |                |
| 12405            | Trostbrücke 1 (Lage) | O   | Kontorhaus                                                             | Laeiszhof | 1897/98                                                              | Haller, Hanssen & Meerwein (Haller, Martin/Hanssen, Bernhard/Meerwein, Wilhelm Emil) |              | weitere Bilder |
| 14776            | Trostbrücke 2 (Lage) | O   | Kontorhaus                                                             | Globushof | 1907/08                                                              | Lundt & Kallmorgen (Lundt, Werner/Kallmorgen, Georg) |              | weitere Bilder |
| 12070            | Trostbrücke o.Nr. (Lage) | O   | Skulptur, Brückenskulptur                                              | Skulptur „Graf Adolf III.“                                                                                      | 1881                                                                 | Peiffer, Engelbert |              | weitere Bilder |
| 12071            | Trostbrücke o.Nr. (Lage) | O   | Skulptur, Brückenskulptur                                              | Skulptur „St. Ansgar“                                                                                           | 1881                                                                 | Peiffer, Engelbert |              | weitere Bilder |
| 12406            | Trostbrücke o.Nr. (Lage) | O   | Brücke                                                                 | Trostbrücke | 1881                                                                 | Meyer, Franz Andreas |              | weitere Bilder |
| 12475            | Wandrahmsteg o.Nr. (Lage) | O   | Brücke                                                                 | Wandrahmsteg | 1962                                                                 | | 29911        |                |
| 11969 (1871)     | Willy-Brandt-Straße 23 (Lage) | O   | Verwaltungsgebäude                                                     | IBM-Haus | 1966–1968                                                            | Kallmorgen, Werner | 29909        | weitere Bilder |
| 11970 (1871)     | Willy-Brandt-Straße 25 (Lage) | O   | Verwaltungsgebäude                                                     | Spiegel-Haus | 1966–1968                                                            | Kallmorgen, Werner | 29909        | weitere Bilder |
| 11971            | Willy-Brandt-Straße 43 (Lage) | O   | Wohngeschäftshaus                                                      | | 1878, um                                                             | | 29910        |                |
| 11972            | Willy-Brandt-Straße 45 (Lage) | O   | Wohngeschäftshaus                                                      | | 1878, um                                                             | | 29910        |                |
| 11973 (328)      | Willy-Brandt-Straße 47 (Lage) | O   | Wohnhaus                                                               | Gröningers Braukeller                                                                                           | 1750/1760, um                                                        | |              | weitere Bilder |
| 14771            | Willy-Brandt-Straße 48 (Lage) | O   | Kontorhaus                                                             | Afrika-Haus | 1899                                                                 | Haller, Martin |              | weitere Bilder |
| 11974 (829)      | Willy-Brandt-Straße 49 (Lage) | O   | Kontorhaus                                                             | Asiahaus | 1900; 1906                                                           | Radel, George |              |                |
| 29971            | Willy-Brandt-Straße 59, 61, vor Nr. 59 (Lage) | E   |                                                                        | Willy-Brandt-Straße 59, 61                                                                                      |                                                                      | | 29971        | weitere Bilder |
| 12060 (1837)     | Willy-Brandt-Straße 59 (Lage) | O   | Bürogebäude                                                            | Reederei Hamburg-Süd                                                                                            | 1959–1964                                                            | Pinnau, Cäsar | 29971        |                |
| 12062            | Willy-Brandt-Straße vor Nr. 59 (Lage) | O   | Brunnen                                                                | Globus-Brunnen                                                                                                  | 1965                                                                 | Kranz, Kurt (Künstler) | 29971        | weitere Bilder |
| 12061 (1837)     | Willy-Brandt-Straße 61 (Lage) | O   | Bürogebäude                                                            | Condor-Versicherung                                                                                             | 1959–1964                                                            | Pinnau, Cäsar | 29971        |                |
| 12219            | Willy-Brandt-Straße 73 (Lage) | O   | Bankgebäude                                                            | | 1976–81                                                              | Westermann, Hannes/Pysall, Hans-Joachim | 29970        |                |
| 12407 (988)      | Zippelhaus 1 (Lage) | O   | Wohngeschäftshaus                                                      | Frachtenhaus | 1890/91                                                              | Fitschen, Hinrich | 29935        |                |
| 12408 (988)      | Zippelhaus 2 (Lage) | O   | Wohngeschäftshaus                                                      | Frachtenhaus | 1890/91                                                              | Fitschen, Hinrich | 29935        |                |
| 12409 (988)      | Zippelhaus 3 (Lage) | O   | Wohngeschäftshaus                                                      | Haus Rademacher                                                                                                 | 1890/91                                                              | Elvers, Carl | 29935        |                |
| 12410 (988)      | Zippelhaus 4 (Lage) | O   | Wohngeschäftshaus                                                      | Transporthaus                                                                                                   | 1894                                                                 | Elvers, Carl | 29935        |                |
| 12411 (988)      | Zippelhaus 5 (Lage) | O   | Wohngeschäftshaus                                                      | Ehem. Nobelshof zeitweilig Seehaus                                                                              | 1894/95                                                              | Haller, Martin | 29935        |                |
| 12412 (1064)     | Zippelhaus 6 (Lage) | O   | Wohngeschäftshaus                                                      | | 1876                                                                 | Callenberg, H. C. |              |                |
| 12413            | Zippelhaus 7 (Lage) | O   | Wohngeschäftshaus                                                      | | 1878, um                                                             | | 29910        |                |
| 12056 (294)      | Zollenbrücke neben der Zollenbrücke an der Domstraße (Lage) | O   | Brückengeländer; Kandelaber                                            | Brückengeländer und Kandelaber der Graskellerbrücke                                                             | 1835                                                                 | Runge, Otto Sigismund |              |                |
| 12414 (420)      | Zollenbrücke o.Nr. (Lage) | O   | Brücke                                                                 | Zollenbrücke | 1633                                                                 | |              |                |